# Référendums en Serbie
Les référendums d'initiative présidentielle, parlementaire ou populaire sont possibles en Serbie, dont la constitution organise le cadre légal de cette forme de démocratie directe.

## Référendums d'origine populaire
L'article 108 de la constitution de 2006 permet à la population serbe de mettre en œuvre des référendums dans les domaines relevant des compétences de l'Assemblée nationale. 
Les signatures d'au moins 100 000 électeurs inscrits sur les listes électorales doivent pour cela être réunies dans un délai de sept jours. En 2016, un total de 6 739 441 électeurs étaient inscrits sur les listes, ce qui équivaut à un seuil d'un peu moins d'1,5 % des électeurs. En pratique, le nombre de signatures à collecter est cependant plus élevé pour pallier le nombre variable de signatures invalides ou en double.

### Restrictions et contrôle constitutionnel
Les référendums d'origine populaire ne sont autorisés que dans les domaines relevant des compétences de l'assemblée, auxquels sont de surcroit exclus tous ceux relatifs aux traités internationaux, aux libertés et droits de l'Homme ainsi qu'aux droits des minorités, à la législation fiscale, au budget de l'état, à la déclaration de l'état d'urgence, aux lois d’amnistie et à la loi électorale de l'assemblée.

### Conditions de validité
Le référendum est légalement contraignant. Il n'est cependant considéré comme valide qu'a la condition de recueillir la majorité absolue des suffrages exprimés ainsi qu'un quorum de participation de 50 % des inscrits.